# غاي بورغس
كان غاي فرانسيس دي مونكي بورغس (16 أبريل 1911 – 30 أغسطس 1963) دبلوماسيًا بريطانيًا وعميلًا سوفيتيًا وعضو حلقة التجسس خماسي كامبريدج التي كانت ناشطة منذ أواسط الثلاثينيات من القرن العشرين حتى أوائل سنين حقبة الحرب الباردة. أفضى هروبه إلى الاتحاد السوفيتي في عام 1951، رفقة زميله الجاسوس دونالد مكلين، إلى ثغرة جسيمة في التعاون الاستخباراتي الأنغلو أمريكي وتسبب باضطراب وانهيار معنوي طويلي الأمد في الخدمات الدبلوماسية والخارجية البريطانية.
ولد بورغس لأسرة من الطبقة الوسطى، ونال تعليمه في كلية إيتون وكلية البحرية الملكية في دارتماوث وكلية الثالوث في كامبريدج. بصفته شخصًا دؤوبًا على إقامة علاقات تجارية من خلال لقاءات اجتماعية غير رسمية، تبنى بورغس سياسات يسارية في كامبريدج وانضم إلى الحزب الشيوعي البريطاني. جند بورغس من قبل الاستخبارات السوفيتية في عام 1935، بناءً على مشورة العميل المستقبلي المزدوج هارولد «كيم» فيلبي. بعد خروجه من كامبريدج، عمل بورغس لمدى محطة البي بي سي كمنتج، تخللت ذلك فترة قصيرة من العمل بدوام كامل كضابط استخبارات لدى الاستخبارات البريطانية قبل الانضمام إلى وزارة الخارجية وشؤون الكومنولث في عام 1944.
في وزارة الخارجية وشؤون الكومنولث، عمل بورغس كأمين سري لهيكتور مكنيل، المندوب إلى إرنست بيفين، وزير الخارجية وشؤون الكومنولث. وفر هذا المنصب لبورغس وصولًا إلى معلومات سرية تتعلق بكافة جوانب السياسة الخارجية البريطانية خلال فترة ما بعد عام 1945 الحرجة، ويقدّر أنه نقل آلاف الوثائق إلى موجهيه السوفيت. في عام 1950، عين سكرتيرًا ثانيًا في السفارة البريطانية في واشنطن، وهو منصب أُقيل منه بعد سوء سلوك في مناسبات عديدة. على الرغم من أنه لم يكن يثير الشبهات في تلك المرحلة، رافق بورغس مكلين حين فر الأخير، الذي كان على وشك أن يفتضح أمره، إلى موسكو في شهر مايو من عام 1951.
لم تكن أماكن إقامة بورغس معروفة في الغرب حتى عام 1956، حين ظهر رفقة مكلين في مؤتمر صحفي قصير في موسكو، مدعيًا أن دوافعه كانت لتطوير العلاقات السوفيتية. لم يغادر بورغس الاتحاد السوفيتي قط، وعادة ما تلقى زيارات من أصدقاء وصحفيين من بريطانيا أعدوا تقاريرًا تحدث معظمها عن معيشة فارغة ووحيدة. وبقي غير نادم حتى نهاية حياته رافضًا مقولة أن نشاطاته الأولى كانت تمثل خيانة. عاش بورغس حياة مريحة من الناحية المادية، إلا أن صحته تدهورت نتيجة نمط حياته، وتوفي في عام 1963. وجد الخبراء أنه من الصعب تحديد مدى الأذى الذي تسببت به نشاطات بورغس التجسسية، غير أنه بالإمكان اعتبار أن الاضطراب الذي شهدته العلاقات الأنغلو أمريكية والذي تسبب به هروبه لربما كان ذو أهمية أكبر للسوفيت من أي معلومات استخباراتية قدمها. كتبت روايات أدبية عن حياة بورغس في مرات عديدة وقدمت على المسرح وفي السينما، كان أبرزها مسرحية جوليان ميتشل بلد آخر في عام 1981 والنسخة السينمائية عنها في عام 1984.
كان بورغس أيضًا مسؤولًا عن فضح وجود قسم أبحاث المعلومات أمام السوفيت، والذي كان جناحًا سريًا تابعًا لوزارة الخارجية وشؤون الكومنولث كان يشرف على بروباغاندا الحرب الباردة والبروباغاندا الداعمة للكولونيالية، على الرغم من أن بورغس طرد بعد فترة قصيرة من قسم أبحاث المعلومات بعد توجيه اتهامات له بالقدوم إلى العمل ثملًا.

## حياته

### الخلفية الأسرية
يمكن اقتفاء أثر الجذور الإنجليزية لأسرة بورغس إلى وصول أبراهام دي بورغوس دي شانتيلي إلى بريطانيا في عام 1592، وقد كان أبرهام لاجئًا من اضطهادات هوغونوتيون الدينية في فرنسا. استقرت الأسرة في كينت وازدهرت أحوالها، تحديدًا مع عمل أفرادها كمصرفيين. خلقت أجيال لاحقة تقليدًا عسكريًا، فقد كان جد غاي بورغس، هنري ميلز بورغس، ضابطًا في المدفعية الملكية خدم بصورة رئيسية في الشرق الأوسط. ولد ابنه الأصغر، مالكولم كينغسفورد دي مونكي بورغس، في عدن في عام 1881، وكان اسمه الثالث إشارة إلى سلف هوغونوتيون. عمومًا لم يتمتع مالكولم بمسيرة مهنية بارزة في البحرية الملكية، ووصل في النهاية إلى رتبة قائد. في عام 1907 تزوج إيفلين غيلمان، وهي ابنة مصرفي ثري من بورتسموث. استقر الثنائي في بلدة دافنبورت البحرية حيث ولد، في 16 من شهر أبريل من عام 1911، ابنهما الأكبر، الذي عمّد باسم غاي فرانسيس دي مونكي.

## الطفولة والتعليم
ضمنت ثروة غيلمان منزلًا مريحًا للعائلة الشابة. من المحتمل أن أولى سنوات تعليم غاي كانت مع معلمة خاصة حتى بدأ ينال تعمليه كتلميذ في مدرسة لوكرز بارك في سن التاسعة، التي كانت مدرسة تحضيرية خاصة بالقرب من هيمل هيمبشتاد في هيرتفوردشير. كان بورغس تلميذًا مجتهدًا في تلك المدرسة، وكان مثابرًا في نيل علامات جيدة ولعب ضمن صفوف فريق المدرسة لكرة القدم. ومع إتمامه المقرر الدراسي للوكرز بارك خلال مدة أبكر بعام، كان بورغس أصغر سنًا من أن يمضي مباشرة، كما كان ينوي، إلى كلية البحرية الملكية في دارتماوث. وعوضًا عن ذلك، أمضى عامًا ابتداءً من شهر يناير من عام 1924 في كلية إيتون، التي كانت مدرسة عامة للصبيان في إيتون، بيركشاير.
في أعقاب تقاعد مالكولم بورغس من البحرية، انتقلت العائلة إلى ميون الغربية في هامبشاير. عندها، في 15 من شهر سبتمبر من عام 1924، توفي مالكولم بصورة مفاجئة إثر أزمة قلبية. على الرغم من الحدث الصادم هذا، سار تعليم غاي كما هو مخطط، وفي شهر يناير من عام 1925 بدأ تعليمه في دارتماوث. واجه بورغس هناك انضباطًا صارمًا وإصرارًا على النظام والامتثال، اللذين غالبًا ما طبقا من خلال استعمال مكرر للعقوبة البدنية حتى مقابل المخالفات الثانوية. في هذه البيئة، حقق بورغس نجاحًا أكاديميًا وأيضًا في الرياضة. وُصف من قبل إدارة الكلية بأنه «خامة ممتازة لضابط»، إلا أن فحص أعين أجري له في عام 1927 كشف عن قصور حال دون تحقيقه لمسيرة مهنية في الفرع التنفيذي للبحرية. لم يكن لدى بورغس أي اهتمام في البدائل المتاحة – الهندسة أو أفرع ضباط الإمدادات- وفي شهر يوليو من عام 1927 غادر دارتماوث وعاد إلى إيتون.
كانت فترة بورغس الثانية في إيتون، بين عامي 1927 و1930، مثمرة وناجحة إلى حد بعيد، من الناحيتين الأكاديمية والاجتماعية. على الرغم من إخفاقه في أن يُنتخب لمجتمع النخبة الذي عرف باسم «بوب»، بدأ بورغس بتطوير شبكة من العلاقات التي ستثبت أنها ستعود بفائدة في فترة لاحقة من حياته. في إيتون، كانت العلاقات الجنسية بين الصبية شائعة، وعلى الرغم من أن بورغس سيزعم أن مثليته بدأت في إيتون، ليس باستطاعة مجايليه تذكر سوى دلائل قليلة عليها. عمومًا، يُذكر بورغس كشخص بليغ بصورة ممتعة مع شيء من الغرابة في آرائه العلنية اليسارية سياسيًا واجتماعيًا. في يناير من عام 1930، ترشح لمنحة في مادة التاريخ في كلية الثالوث في كامبريدج وفاز بها، منهيًا مرحلة الدراسة بنيل جوائز إضافية في التاريخ والرسم. على امتداد حياته احتفظ بورغس بذكريات جميلة في إيتون، وبحسب كتّاب سيرة حياته ستيوارت بورفيس وجيف هلبرت فإنه «لم يبد أي حرج حول نيله تعليمه في إحدى معاقل الامتيازات التعليمية». 

## كامبريدج

### طالب جامعي
وصل بورغس إلى كامبريدج في شهر أكتوبر من عام 1930، وانخرط سريعًا في جوانب عديدة من حياة الطلاب. لم يكن بورغس محبوبًا عمومًا، إذ وصفه أحد مجايليه بأنه «وغد متكبر لا يؤتمن»، على الرغم من أن الآخرين وجدوه شخصًا مسليًا ورفيقًا جيدًا. بعد انقضاء فصل واحد، انتُخب لمجتمع الثالوث التاريخي الذي تشكلت عضويته من ألمع طلاب كلية الثالوث ممن لم يتخرجوا بعد ومن طلاب الدراسات العليا. هنا التقى بورغس هارولد («كيم») فيلبي والتقى أيضًا جيم ليس، وهو عامل منجم سابق درس بفضل منحة اتحاد نقابات العمال، وقد وجد بورغس وجهة نظر الطبقة العاملة التي تبناها محفزة. في شهر يونيو من عام 1931، صمم بورغس ديكور المسرح لعرض طلابي لمسرحية بيرنارد شو تحول الكابتن براس باوند التي لعب فيها ميشيل ريدغريف دور البطولة. اعتبر ريدغريف بورغس «أحد ألمع النجوم على مسرح الجامعة، وتميز بسمعة حول قدرته على الالتفات نحو أي شيء».